# Héctor González Martínez
Héctor González Martínez (Miguel Auza, 28 de março de 1939) é um clérigo católico romano mexicano e arcebispo emérito de Durango.

## Biografia
Héctor González Martínez completou os estudos filosóficos e teológicos no Seminário Menor e Maior de Durango. Enviado ao Pontifício Colégio Pio Latino-Americano em Roma, obteve a licenciatura em Teologia e depois em História Eclesiástica na Pontifícia Universidade Gregoriana. Foi ordenado sacerdote em 1º de dezembro de 1963 em Roma e incardinado na Arquidiocese de Durango.
No ministério sacerdotal, ocupou os seguintes cargos: professor de história eclesiástica e arte sacra no Seminário Maior, vice-pároco de Canatlán, prefeito de disciplina do Seminário Maior e vice-reitor (1969-1972), presidente do conselho presbiteral por três anos, membro do conselho de governo e depois reitor do Seminário Maior Conciliar (1972-1982).
O Papa João Paulo II o nomeou Bispo de Campeche em 9 de fevereiro de 1982. O Arcebispo de Durango, Antonio López Aviña, o consagrou em 24 de março do mesmo ano, na Catedral de Campeche; os co-consagrantes foram Manuel Castro Ruiz, Arcebispo de Iucatã, e Arturo Antonio Szymanski Ramírez, Bispo de Tampico.
Mons. Héctor González Martínez foi nomeado Arcebispo Coadjutor de Antequera em 4 de fevereiro de 1988 e empossado em 5 de abril do mesmo ano. Sucedeu Mons. Bartolomé Carrasco Briseño em 4 de outubro de 1993 como Arcebispo de Antequera.
Na Conferência do Episcopado Mexicano, foi Presidente da Comissão de Pastoral Indígena.
Foi nomeado Arcebispo de Durango em 11 de fevereiro de 2003, sucedendo José Trinidad Medel Pérez; foi instalado em 26 de fevereiro do mesmo ano.

O Papa Francisco aceitou sua aposentadoria em 26 de setembro de 2014.